# Arabische gom

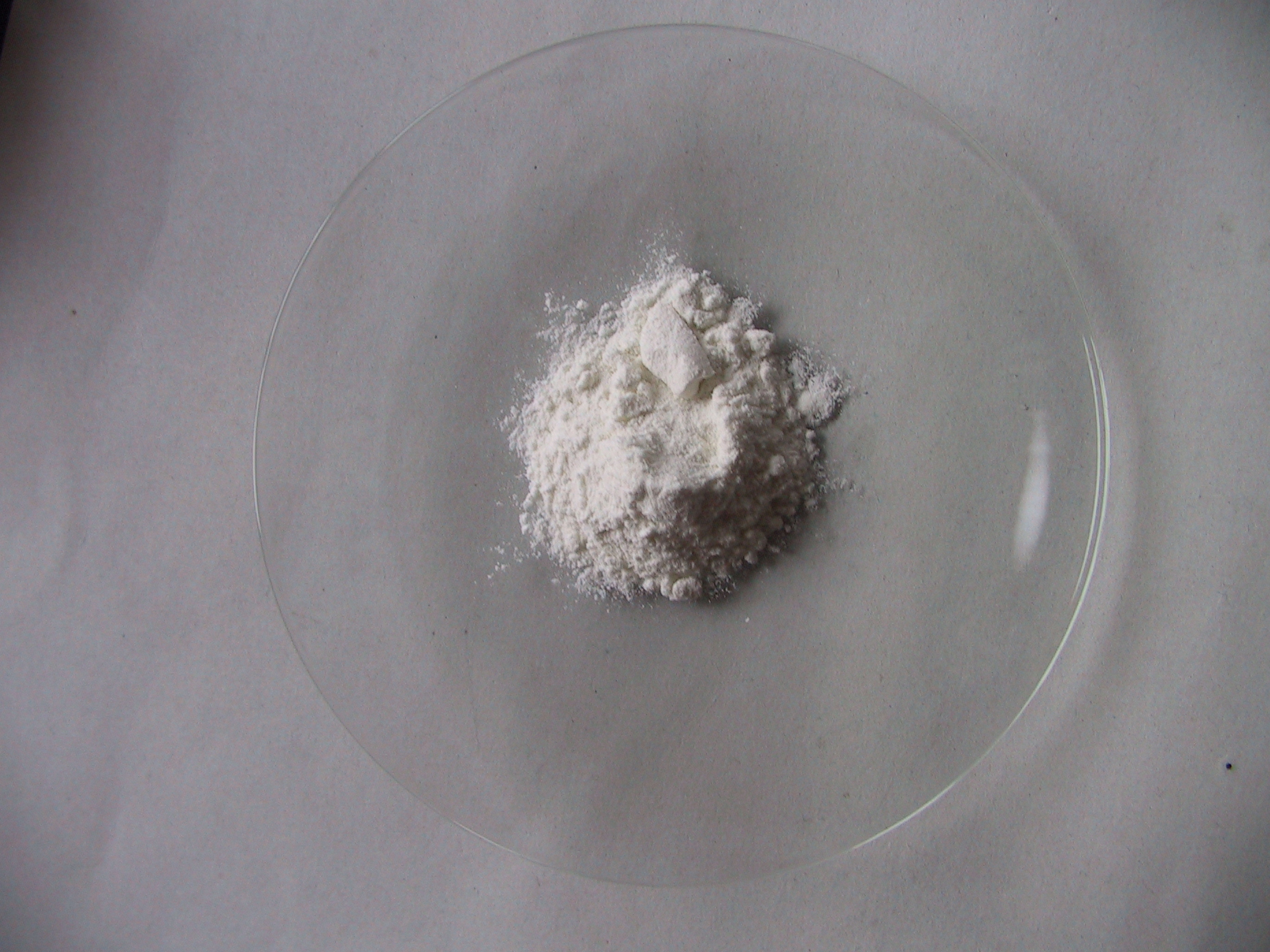
Arabische gom-poeder

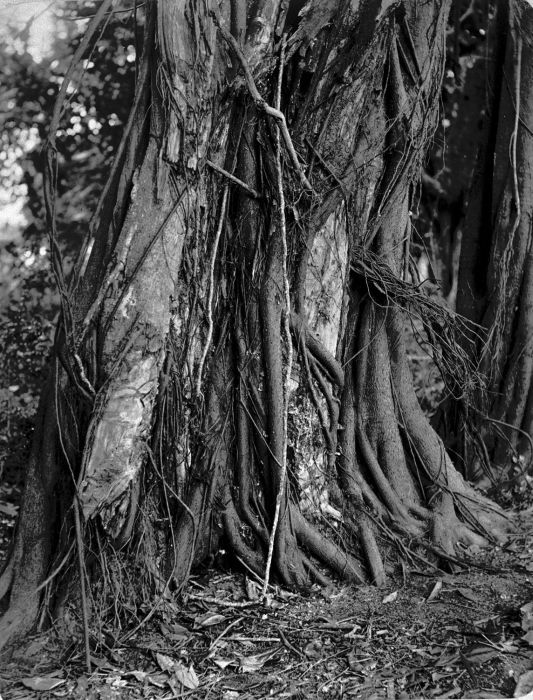
Een boom gummi arabicum in Indonesië

Arabische gom (gummi arabicum) is een product van bomen van het geslacht Acacia, in het bijzonder de Acacia senegal (ook wel A. arabica of A. verek) en de Acacia seyal. Arabische gom is een harsachtige gom die vrijkomt als de schors van de boom is beschadigd. Andere namen voor Arabische gom zijn acaciagom, hasbab-gom of kordofangom. De boom groeit in een gebied dat zich uitstrekt van West-Afrika tot en met het Arabisch schiereiland. Belangrijke producenten zijn Soedan, Tsjaad, Nigeria en Senegal.
Arabische gom lost langzaam op in water, en is enigszins hygroscopisch. In zuivere vorm is de gom bruin, gelig tot vrijwel kleurloos. Als hij erg droog wordt, gaat Arabische gom brokkelen, als hij vochtig is, wordt hij plakkerig.  
Gom en hars worden regelmatig met elkaar verward. Een gom is (grotendeels) oplosbaar in water, een hars niet of maar zeer gedeeltelijk.

## Samenstelling
Arabische gom bestaat voornamelijk uit polysachariden met een paar uitlopers van glycoproteïnen. De polysacharide is grotendeels opgebouwd uit de monosachariden arabinose, galactose en rhamnose. Doordat de proteïnedelen in tegenstelling tot wat gebruikelijk is hydrofoob zijn en het sacharide hydrofiel kan Arabische gom werken als emulgator. De gom is in principe eetbaar, hoewel hij verontreinigd kan zijn met micro-organismen.
De Acacia senegal, met name uit de Soedanese regio's Kordofan en Darfur leveren de lichtst gekleurde en daarom meest gewilde varianten van de Arabische gom.

## Winning
Van nature barst de schors van de boom van tijd tot tijd. De wond die hierdoor ontstaat, wordt afgesloten door de gom en kan vervolgens na een tijdje worden afgestoken. De gom werd voornamelijk door nomaden naar de kusten van de Rode Zee, Middellandse Zee en Atlantische Oceaan gebracht. Tegenwoordig wordt de boom ten behoeve van de winning verwond door er een strook bast van af te snijden.

## Toepassingen
Voordat synthetische lijmsoorten ontdekt waren, werd Arabische gom gebruikt als lijm, bijvoorbeeld voor postzegels. Ook de plakrand op enveloppen bestaat veelal uit Arabische gom.
Arabische gom wordt als medium gebruikt bij plakkaatverf (gouache) – daarbij verhoogt het de glans van de verf, die van zichzelf erg dof is – en als bindmiddel bij aquarelverf, waarbij het typisch geheel door het aquarelpapier geabsorbeerd wordt, zodat er geen brosse verffilm ontstaat en de pigmentkorrels het papier direct kunnen kleuren.
Veel schrijfinktsoorten, waaronder Oost-Indische inkt bevatten traditioneel Arabische gom. Hier dient het als middel om de inkt mooi te laten vloeien, waardoor de lijnen strak op het papier komen en niet uitlopen.
Arabische gom was tot ver in de twintigste eeuw onmisbaar voor het bedrukken van textiel. De beits die de verf op de juiste plaatsen liet hechten werd met Arabische gom op de stof aangebracht. Met andere kleefstoffen was het niet mogelijk een scherpe rand te krijgen. Er werden zelfs gom-oorlogen gevoerd tussen de Fransen en de Engelsen, die probeerden om een monopoliepositie in West-Afrika te verwerven. Tegenwoordig worden andere kleefstoffen, meestal op basis van gemodificeerd zetmeel, gebruikt.
Arabische gom wordt in voedingsmiddelen als additief gebruikt, namelijk als verdikkingsmiddel, emulgator en stabilisator, bijvoorbeeld in kant-en-klare nagerechten, in dranken, in kwaliteitsdrop, in marshmallows en soortgelijk zacht snoep. Het effect lijkt op dat van gelatine, maar Arabische gom is ook door veganisten en moslims te eten. Het heeft E-nummer 414.
Arabische gom wordt ook toegepast in de tabaksindustrie om het buitenste blad van een sigaar vast te plakken, dit is zowel het geval bij handgerolde sigaren als machinaal geproduceerde sigaren.
De stof wordt ook in cosmetica en in medicijnen gebruikt, bijvoorbeeld in mascara. De INCI naam is gummi arabicum. In Afrikaanse culturen wordt Arabische gom gebruikt bij maagklachten.
Een bijzondere toepassing van Arabische gom was de gomdruk in de fotografie. Een dik-vloeibaar mengsel van Arabische gom en kaliumdichromaat is gevoelig voor licht. Gemengd met pigment wordt dit mengsel op een vel papier gesmeerd en vervolgens belicht. Door de belichting veroorzaakt het kaliumdichromaat het hard worden van de gom. De zacht gebleven, onbelichte delen, kunnen vervolgens worden weggespoeld. De harde delen met daarin het pigment blijven dus achter. De afdruk is derhalve negatief ten opzichte van het opvallende licht en kan dus gebruikt worden om een negatief vanaf een glasplaat af te drukken. Omdat er verschillende pigmenten en papiersoorten gebruikt kunnen worden is de artistieke vrijheid van de fotograaf groter dan bij gewone op zilverzouten gebaseerde fotografie.

## Geschiedenis
Arabische gom werd 5000 jaar geleden al als bindmiddel gebruikt door de oude Egyptenaren. Het werd onder andere gebruikt als onderdeel om inkt van te maken: men mengde hiervoor roet en water tezamen met Arabische gom. Ook de Romeinen gebruikten deze inkt. In de loop van de middeleeuwen werd de roet-inkt vervangen door galnoten inkt. Voor deze inkt werden galnoten gekookt in water. Aan het kookvocht hiervan werden zowel ijzer (II) sulfaat en Arabische gom toegevoegd.
In Nederland wordt Arabische gom sinds de zeventiende eeuw gebruikt in drop. Men denkt zelfs dat het woord drop afkomstig is van de drop of druppelvorm die Arabische gom kan aannemen als het uit de beschadigde bast druipt. Tijdens de oliecrisis in 1973 ontstond er in Nederland naast een tekort aan aardolie ook een tekort aan Arabische gom. Er is overigens geen enkel verband met de oliecrisis, toevallig viel deze samen met een extreme droogte in de landen van herkomst. Fabrikanten zijn toen overgestapt op vervangers als gelatine en gemodificeerd zetmeel en (later) op xanthaangom. Alleen in traditionele drop wordt nog wel Arabische gom toegepast.
In de Verenigde Staten ging kort na de aanslag van 11 september 2001 het verhaal dat Osama bin Laden een groot aandeel van de productie van Arabische gom in Soedan in handen zou hebben, en dat men daarom producten met Arabische gom zou moeten boycotten. Voor Coca-Cola is Arabische gom een onmisbaar ingrediënt. Een officieel bericht van de Amerikaanse overheid bevatte de mededeling dat Osama weliswaar een groot deel van de productie in handen heeft gehad, maar dat hij die heeft afgestoten toen hij in 1996 gedwongen werd Soedan te verlaten.
In 2 Kronieken 9:10-11 is sprake van een fraaie houtsoort: Algummimhout. Het is niet bekend welke houtsoort dit was. Men herkent in de naam het Arabische lidwoord Al en het woord Gummi en men veronderstelt dan ook dat dit hout van de acacia kwam. Ook sandelhout wordt verondersteld. In 1 Koningen 10:11-12 staat Almuggimhout.